# العلاقات الأفغانية الناوروية
العلاقات الأفغانية الناوروية هي العلاقات الثنائية التي تجمع بين أفغانستان وناورو.

## مقارنة بين البلدين
هذه مقارنة عامة ومرجعية للدولتين:
| وجه المقارنة                                              | أفغانستان                    | ناورو                          |
| --------------------------------------------------------- | ---------------------------- | ------------------------------ |
| المساحة (كم2)                                             | 652.23 ألف                   | 21                             |
| عدد السكان (نسمة)                                         | 34.94 مليون                  | 10.08 ألف                      |
| الكثافة السكانية (ن./كم²)                                 | 53.57                        | 48.00 ألف                      |
| العاصمة                                                   | كابل                         | ضاحية يارين                    |
| اللغة الرسمية                                             | اللغة البشتوية، اللغة الدرية | اللغة الناورونية، لغة إنجليزية |
| العملة                                                    | أفغاني                       | دولار أسترالي                  |
| الناتج المحلي الإجمالي (بليون دولار)                      | 20.82 مليار                  | 113.88 مليون                   |
| الناتج المحلي الإجمالي (تعادل القوة الشرائية) بليون دولار | 62.62 مليار                  | 162.98 مليون                   |
| الناتج المحلي الإجمالي الاسمي للفرد دولار أمريكي          | 594                          | 9.83 ألف                       |
| الناتج المحلي الإجمالي للفرد دولار أمريكي                 | 1.93 ألف                     |                                |
| مؤشر التنمية البشرية                                      | 0.479                        |                                |
| رمز المكالمات الدولي                                      | +93                          | +674                           |
| رمز الإنترنت                                              | .af                          | .nr                            |
| المنطقة الزمنية                                           | ت ع م+04:30                  | ت ع م+12:00                    |

## منظمات دولية مشتركة
يشترك البلدان في عضوية مجموعة من المنظمات الدولية، منها:
| علم المنظمة | اسم المنظمة                   | تاريخ انضمام أفغانستان | تاريخ انضمام ناورو |
| ----------- | ----------------------------- | ---------------------- | ------------------ |
|             | يونسكو                        | 4 مايو 1948            | 17 أكتوبر 1996     |
|             | الاتحاد البريدي العالمي       | ?                      | ?                  |
|             | منظمة الشرطة الجنائية الدولية | ?                      | ?                  |
|             | الأمم المتحدة                 | 19 نوفمبر 1946         | 14 سبتمبر 1999     |
|             | بنك التنمية الآسيوي           | 1966                   | 1991               |
|             | الاتحاد الدولي للاتصالات      | 12 أبريل 1928          | 10 يونيو 1969      |
|             | منظمة حظر الأسلحة الكيميائية  | ?                      | ?                  |

## وصلات خارجية
- موقع وزارة الخارجية الأفغانية